# راؤول بالاسيوس
راؤول بالاسيوس (بالإسبانية: Raúl Palacios)‏ (30 أكتوبر 1976 في تشيلي - ) هو لاعب كرة قدم تشيلي في مركز الوسط. شارك مع منتخب تشيلي لكرة القدم. أما مع النوادي، فقد لعب مع إيفرتون دي فينا ديل مار وراسينغ فيرول وكولو-كولو وكولورادو رابيدز ويونيون إسبانيولا وسانتياغو مورنينغ ‏ وديبورتيس أنتوفاغاستا ونادي كوكيمبو أونيدو وسان ماركوس دي أريكا ‏ واتحاد سان فيليبي ‏ ولاسيرينا.

## وصلات خارجية
- راؤول بالاسيوس على موقع الدوري الأمريكي (الإنجليزية)
- راؤول بالاسيوس على موقع قاعدة بيانات كرة القدم.إي يو (الإنجليزية)
- راؤول بالاسيوس على موقع ناشيونال فوتبول تيمز (الإنجليزية)
- راؤول بالاسيوس على موقع Soccerway.com (الإنجليزية)
- راؤول بالاسيوس على موقع عالم كرة القدم.نت (الإنجليزية)